# Villa de Medinas
Medinas o Villa de Medinas es una localidad y (comuna rural) situada en el departamento Chicligasta de la provincia de Tucumán, en Argentina.

## Localización
Se encuentra a 87 km de la capital provincial San Miguel de Tucumán, a 1 km al nordeste de la localidad de Ingenio La Trinidad, a 8 km al sudoeste la ciudad de Aguilares y a 12 km al noroeste la ciudad de Concepción.

## Población
Cuenta con 1546 habitantes (Indec, 2010), lo que representa un incremento del 16% frente a los 1,331 habitantes (Indec, 2001) del censo anterior. Forma un aglomerado urbano junto al Ingenio La Trinidad, entre ambas localidades suma una población de 5,823 habitantes (Indec, 2010).
| Gráfica de evolución demográfica de Medinas entre 1991 y 2010 |
|                                                               |
| Fuente: Censos nacionales del INDEC                           |

## Datos básicos

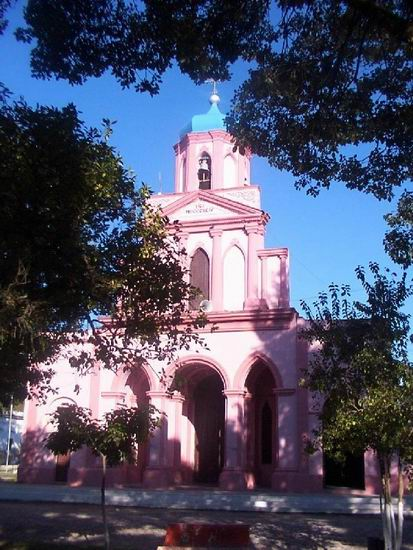
Iglesia de la Villa de Medinas.

Del libro: Madre Mercedes Pacheco: fundadora de las Hermanas Misioneras Catequistas de Cristo Rey, Segundo Volumen,. M. Ángel Vergara. Bs. As. 1967. p.323.
En la vieja iglesia de la Villa de Medinas puede verse una antigua imagen del siglo XVII de la Virgen de La Merced, Nuestra Señora de la Merced, traída a Argentina por la familia del teniente gobernador don Gaspar de Medina. Todos los 24 de septiembre se celebra el día de la Virgen con procesión religiosa día que el pueblo adquiere un brillo renovado.
"Medinas no tiene riendas pero sujeta" dice un refrán popular, queriendo denotar que quien es de Medinas o quien visita el lugar, siempre regresará.
Originariamente se la denominaba Acapianta.

## Historia

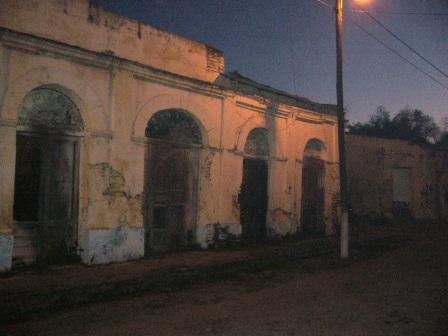
Típica casa de Medinas.

La invasión española llegó a Tucumán al mando de Diego de Rojas en 1543, y con el criterio de que la Corona Española era propietaria de las tierras a conquistar, se tenía por costumbre el hacer concesiones de las mismas y de los naturales que la habitasen, los cuales eran sometidos a quienes hubiesen colaborado con la empresa conquistadora, esto es lo que se conocía como "mercedes de tierras".
Dichas concesiones se efectuaban en las localidades más importantes, por la fertilidad de su suelo y por su cercanía a San Miguel de Tucumán y que comprendían Monteros, Río Chico y Chicligasta. Estas Mercedes se concedieron hasta el siglo XVI, ya que en el siglo XVII empezaría la colonización, pues la conquista ya había agotado sus frutos, que no eran otros que todas las tierras invadidas, los indígenas sometidos física y espiritualmente a través de la imposición de la religión católica y la posterior desaparición física de los mismos debido al estado de esclavitud que les tocó sufrir, motivos por los cuales terminaron con las encomiendas ya que no había más indígenas para repartirse.
Así llegarán, después de Diego de Rojas, otras oleadas invasoras hasta que ya entrado el año 1565, quien en ese entonces era Gobernador del Tucumán y en 1553 había fundado la ciudad de Santiago del Estero, Francisco de Aguirre, ordena a su sobrino Don Diego de Villarroel, fundar una ciudad en el Valle del Tucma, más precisamente en el sitio ocupado primero por la ciudad del Barco I, primer emplazamiento español en Tucumán fundado por Núñez del Prado y luego ocupado por Cañete, levantado por Juan Pérez de Zurita, en el paraje que se conocía hasta ese entonces como Ybatín o Ibatín, situado a 8 o 9 km de la actual ciudad de Monteros y al que se llamó San Miguel de Tucumán, ciudad que se mantuvo por más de cien años y que soportó muchas penurias, entre ellas, la invasión calchaquí de octubre de 1578, alzamiento capitaneado por el cacique Gualán, que encontraría la muerte a mano del Teniente Gobernador Don Gaspar de Medina, un fiel servidor de Francisco de Aguirre.
Por supuesto, Gaspar de Medina, no estaría exento de los beneficios de los que gozaban los colaboradores de la conquista, así fue que recibió también su parte: un feudo y una encomienda en Acapianta que era atendida por un hijo de su primer matrimonio, García de Medina y Castro, a partir del cual tomaría la villa su nombre en 1643, fecha de su muerte.
El siglo XVIII marca para Medinas la edad de oro. Constituía juntamente con la capital y Monteros lo más importante en todo el territorio de la provincia. Medinas se encuentra enclavada en uno de los departamentos más antiguos y ricos de Tucumán, en Chicligasta.
A medida que se habría caminos y se tiraban rieles, encendía la antorcha del progreso al paso del tren, del automotor o del vehículo transportador, contribuyó sin duda alguna a afirmar y acrecentar la vida social y comercial de Medinas.
El Ferrocarril Central Córdoba constituía en primer lugar una de las principales fuentes de la actividad y el movimiento de la vida medinense. En los años que corren del 1876 al 1886, Medinas tuvo máxima preponderancia constituyéndose en un centro de vital importancia favorecida por el camino que la llevaba a Télfener (hoy Monteagudo).
Medinas por medio de su transporte o de su comercio mayorista hacía llegar su mercancía a distintos puntos del sur tucumano.
El desarrollo cultural y social corría paralelo con progreso económico y comercial. Constituida Medinas en un emporio comercial tuvo en sus manos la brújula de lo cultural y social.
La primera escuela pública y gratuita que se estableció en Medinas se remonta al mes de octubre del año 1855. Cinco meses antes se la había establecido en la ciudad de Tucumán. El radio de acción de la escuela sería sin duda alguna amplio y abarcaría varios km a la redonda.
Amen de la escuela pública sostenida por la provincia, había una o dos escuelitas particulares más.
En 1905 se construyó el edificio de la Escuela Coronel Warnes, y el terreno fue donado por los Sres. Fermín Marchant, José Zelarayán, Saturnio Lobo y Abraham Agudo. El arquitecto Dall'Asta se encargó de confeccionar el plano.
Como instrumento de cultura funciona la Biblioteca Popular Gobernador Lucas A. Córdoba desde el año 1915 y fue fundada por el Dr. Estegidio de la Vega.
La vida social de Medinas llegaba a la plenitud de su apogeo, lo más distinguido y lo más granado de la sociedad de Monteros y de Tucumán llegaban a este pueblo para celebrar distintos acontecimientos.
Como sociedad particular de la época estaba el Centro Social de Medina, el cual dicta en el año 1895 y contaba con un local propio hermosamente decorado y con su rico mobiliario. En el mismo año las damas de misericordia fundaron el Hospital San José de Medinas, el cual atendía a pacientes de varios kilómetros a la redonda.
Actualmente la Comuna Rural firmó un convenio con la Facultad de Arquitectura y Urbanismo de la UNT para la preservación y revalorización del pueblo histórico.

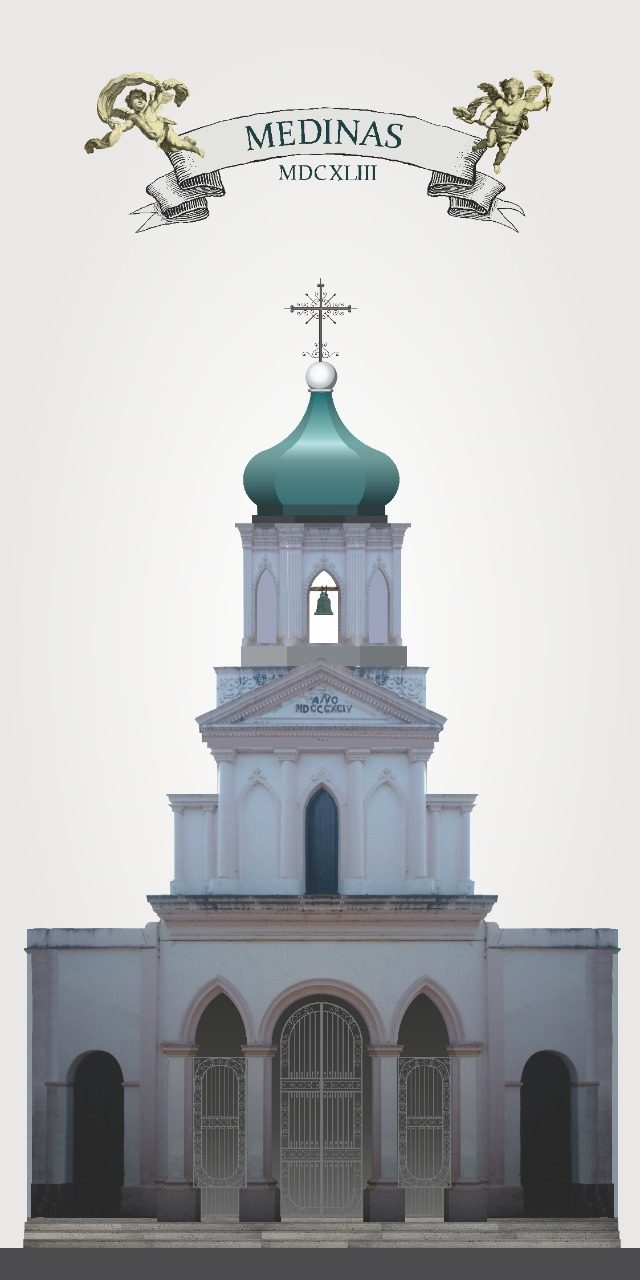
Iglesia de la Villa de Medinas, Montaje digital.

## Parroquias de la Iglesia católica en Medinas
| Diócesis  | Santísima Concepción        |
| --------- | --------------------------- |
| Parroquia | Nuestra Señora de la Merced |